# Robert Burda (Maler)
Robert Burda (* 1942 in Neuburg an der Donau) ist ein deutscher Maler der Outsider Art.

## Leben
Robert Burda wurde in Oberbayern geboren und wuchs nach Kriegsende im Bremer Stadtteil Blumenthal auf. Prägend war für ihn die Geborgenheit seines Elternhauses. Bereits als Kind zeichnete er Straßenbahnen, Schiffe und Fahrzeuge der Bremer Buslinien, deren technische Entwicklung ihn begeisterte.
Schon in jungen Jahren hatte er immer wieder Aufenthalte in psychiatrischen Einrichtungen. Auch dort dokumentierte er seine Umgebung, indem er etwa die Schlaf- und Essenssäle aus der Vogelperspektive zeichnete. 1968 kam Robert Burda in den Wohnbereich auf dem Alexianer-Campus und besucht seit 1976 die Maltherapie, seit 1984 die Kunsttherapie und hat einen festen Arbeitsplatz im Atelier des Kunsthauses Kannen. Als einer der ersten Bewohner zog er in eine gemeindeintegrierte Wohngruppe, die sich nicht auf dem Gelände der Stammeinrichtung befindet.
Obwohl er in verschiedenen Einrichtungen lebte, hat er ein enges Verhältnis zu seiner Familie und pflegte mit seiner Mutter einen regelmäßigen Briefaustausch, in dem er besondere Ereignisse und Beobachtungen im Haus Kannen schilderte.

## Werk
Robert Burdas Arbeiten bestehen aus einer Mischung aus Bild und Schrift. Er arbeitet an einzelnen Bildern oft über mehrere Monate und überarbeitet auch abgeschlossene Arbeiten nach Jahren erneut. Die Arbeiten werden von ihm mit dazugehörigen Zeitungsartikeln in verschiedenen Sammelmappen eingeordnet. Meistens verwendet er eine Vogelperspektive. Zunächst entsteht eine technisch genaue, detailreiche Zeichnung, bei der die Details anschließend zusätzlich farbig hervorgehoben und teilweise beschriftet werden.
Seine Werke sind von seiner Umgebung und persönlichen Erlebnissen inspiriert. „Die bunten Zeichnungen spiegeln eine haargenaue Raumaufteilung vom Sommerfest, Faschingsfest und Theaterbesuch wider. Auf jedem Blatt werden der Wochentag, das Datum, der Ort und die Adresse in Schönschrift notiert. Mit Blumenornamenten, Linien oder Schriftzügen wird das Details (sic!) umrandet, bis das Blatt voll ist und er im Mittelpunkt der Szene steht.“ Andere Werke haben die Kindheit zum Thema und geben einen Einblick in die elterliche Wohnung mit detailliert gezeichnetem Kinderzimmer und der Küche. In seinen Selbstporträts hält er sein Alter und aktuelle Gemütszustände fest, ergänzt mit Datum und weiteren Tagesgeschehnissen.
Neben den Einblicken in das persönliche Leben und die liebevolle Beziehung zu seiner Mutter spiegeln Robert Burdas Bilder auch die historische Entwicklung und allmähliche Psychiatriereform wider, von den Bettensälen der Nachkriegszeit bis zur Ausstattung heutiger Einrichtungen.

## Auszeichnungen
Im Jahr 2004 wurde Robert Burda mit dem Europäischen Kunstpreis Malerei und Grafik von Künstlern mit geistiger Behinderung EUWARD 3 ausgezeichnet.

## Ausstellungen (Auswahl)
- 2024: Schau mich an. Kunsthaus Kannen, Münster[5]
- 2022: Meine Alte Zeit. Die Psychiatriegeschichte in den Zeichnungen Robert Burdas. Einzelausstellung, Kunsthaus Kannen, Münster[6]
- 2020: Wo bin ich. Kunsthaus Kannen, Münster
- 2005: Heute ist ein nagelneuer Tag. Einzelausstellung, Kunsthaus Kannen, Münster
- 2004: EUWARD 3. Haus der Kunst, München[7]
- 1999: Die ungewisse Ordnung der Dinge. Kunstverein Aschaffenburg
- 1995: Ans Licht geholt. Kunstpalast, Düsseldorf, mit Katalog
- 1995: Individuen. Kolvenburg, Billerbeck
- 1994: Rathaus, Senden[3]

## Publikationen
- Robert Burda – Zeichnungen. Alexianer-Krankenhaus, Münster 2005, ISBN 3-930330-14-8 (Konferenzschrift und Ausstellungskatalog zum Anlass der ersten Einzelausstellung von Robert Burda mit dem Titel Heute ist ein Nagelneuer Tag).